# 天使女子短期大学
{{Infobox university
| name         = 天使女子短期大学
| english_name = Tenshi Junior College
| native_name  = 

| former_names = 
| other_names  = 天使短大
| image        = 
| image_size   = 
| caption      = 
| founder      = 
| motto        = 
| established  = 1947年
1950年（正式设置大学）
| closed       = 
| type         = 私立
| religious    = 
| endowment    = 
| president    = 
| academic_staff = 
| students     = 
| country      = 日本
| address      = 北海道札幌市[[東區 (札幌市)[|东区]]北13条东3
| coordinates  = 43°4′54″N 141°21′32″E / 43.08167°N 141.35889°E
| campus       =  日本
北海道札幌市[[東區 (札幌市)[|东区]]
| area         = 
| free_label   = 教学机构
| free         = 
- 卫生护理学科
食物营养学科

- 卫生护理学专攻

| colors       = 
| affiliations = 
| website      = www.tenshi.ac.jp/daigaku/history/
}}
天使女子短期大学（日语：／ Tenshi Joshi Tanki Daigaku *），简称天使短大，是过去一所位于日本北海道札幌市东区的私立短期大学。

## 概要

### 简介
- 学校最早可以追溯到1947年[1]。短期大学为于1950年开办[2][1]、由学校法人天使学园经营。来源于意大利罗马天主教会创立的修道会、由于教育的基础是天主教[3]。招生到1999年、正式停办于2004年[2]。

### 历史
- 1950年 天使厚生短期大学成立并同时设置一个学科即健康福利科[注 2][1][2]。
- 1954年 营养科成立、改校名为天使女子短期大学[1]。
- 1965年 助产学专攻成立于专科[1]。
- 1969年 两个学科改名为、以下列挙[1][2]。
  - 健康福利科[注 2]→卫生护理学科
  - 营养科→营养学科（再次改名为食物营养学科于1971年）
- 1999年 短期大学招生最后、次年停止招生（正式停办于2004年1月30日[2]）。

## 学校环境
- 校区：在了北海道札幌市东区[注 1]

## 组织

### 学科
- 卫生护理学科
- 食物营养学科

### 专科
| - 卫生护理学专攻 |

### 业余课程
| - 没有 |

## 知名校友
- 栗贺初子 - 前驹泽大学苫小牧短期大学教授
- 石川纪子 - 天使大学护理营养系教授
- 木下教子 - 管理营养师、北翔大学副教授
- 近藤润子 - 天使大学第一代校长
- 笹木叶子 - 北海道医疗大学助手、放送大学卒
- 高尾雅子 - 前钏路短期大学教授
- 高野良子 - 天使大学护理营养系教授
- 土门恭仁子 - 元天使大学教授
- 丸山知子 - 天使大学第二代校长。札幌医科大学名誉教授
- 汤舟贞子 - 前神户常盘短期大学教授
- 五十岚いおり - 播音员

## 相关链接
- 日本短期大学列表